# منطقه زامبزی
منطقه زامبزی (به لاتین: Zambezi Region) یکی از منطقه‌های نامیبیا است که در شمال شرقی این کشور واقع شده‌است. منطقه زامبزی ۱۴٬۷۸۵ کیلومتر مربع مساحت و ۹۰٬۱۰۰ نفر جمعیت دارد.